# Јеремија Обрадовић Караџић
Јеремија Обрадовић Караџић (Подриње, 1814 — Београд, 1888) био је српски књижар. На неким издањима потписивао се као “пригодни поета”, а на другима као “српски пјесник”, “српски народни пјесник”. Прештампавао је забавне књиге, календаре, сановнике, песмарице. Збирку својих и туђих песама штампао је више пута.

## Биографија
Јеремија Обрадовић Караџић, први је српски колпортер, народу познат као Слепи Јеремија. Родио се 1814. године у Подрињу. По „Малој енциклопедији Просвете ” забележено је да је Јеремија Обрадовић Караџић био у роду са Вуком Стефановићем Караџићем, његов брат од стрица. Ослепео је у младости, али не у потпуности. По старинском обичају све до смрти носио је чакшире, ћурче и чубе. Спевао је песму O српском ратовању с Мађарима 1848. године, коју је најпре певао уз гусле а затим је штампа и препродаје. Као књижар-путник, ослањајући се на штап, носио је по београдским улицама и друге књиге за „просту публику”. Свраћао је и у махане и ханове, у којима су обитавали трговци из унутрашњости. Често је путовао и ван Београда и у аутомобилима пуним књига ишао од места до места, а књижевни товар удешавао према укусу ондашњих мештана. У најстаријој књижарници, коју је држао Велимир Валожић, набављао је материјал, а како би удовољио публици, почиње и сам да штампа.
У свим својим издањима Јеремија Обрадовић Караџић не осврће се на књижевну страну. Забележено је да су му читали критику једног његовог издања, коју је објавио књижевни лист „Вила”, са којима се у потпуности није слагао. Према сећању тадашњег уредника Стојана Новаковића, у неким новинама штампао је и претеће одговоре.
Слепи Јеремија посао књижара, обављао је верно, иако је уз њега тешко преживљавао. Крајем 1880. године обраћа се Народној скупштини и захтева да му се одреди издржавање, будући да то, по речима Народне скупштине заслужује. Одлуку да се из државне касе даје издржавање за Јеремију О. Караџића потписује тадашњи министар просвете Стојан Новаковић. Познати Шапчанин 1900. године бележи животну причу свог Подринца и чува од потпуног заборава тадашњег продавца српских књига, састављача песама, гуслара и издавача.
Јеремија Обрадовић Караџић умире 1888. године, а посао књижара-торбара наставља Хаџи-Алекса О. Поповић. Затим се посла прихватају књижари-дућанџије, који узимају беспослене младиће да по народу продају књиге. Један од најпознатијих у Београду био је Велимир Валожић, који наставља штампање књига по Јеремијином избору и принципу. По истом принципу радили су и у другим српским средиштима, а како би се решило питање издавања без редакције, у октобру 1870. године у Србији је законом установљена Главна књижара.

## Цитати
Стојан Новаковић] у својој књизи Српска књига и њени продавци XIX века писао је о Јеремији: „Носио је по стариниском обичају чакшире, ћурче и џубе. Није био потпуно слеп, и најпре је изашао на глас са неком песмом O српском ратовању са Мађарима 1848. коју је сам, по старом начину, спевао уз гусле, па је потом иштампао и почео продавати, тако да је од тада почео са продавањем књига као путник.”
Према казивању руског путописца Павла Аполоновића Ровињског у књизи Записи о Србији од 1868. до 1869. године, “Јеремија је педесетогодишњак, високог раста, складно грађен, лепо на српски начин одевен, не носи фес него шубару од црне јагнеће коже, не подшишава се равно као сви Срби, па му испод шубаре вире седе коврџе. Као и сви слепи људи, он држи главу високо дигнуту, што му даје гордо дрђање, а Јеремија иначе као књижевни радних није лишен неке посебне гордости…”
Из поштовања према његовом труду и раду, указивана му је огромна пажња од стране савременика. Како је писао Стојан Новаковић: „Године 1880. старост није допуштала Јеремији да продужи свој значајни посао и зарађује хлеб свој насушни. Обратио се Народној скупштини да се њему као народном раднику одобри издржавање. Зна се да је Народна скупштина његову молбу радо примила, јер су сви скупштинари били уверени да је чича Јеремија народну потпору заслужио.” Јеремија Обрадовић Караџић је доживео лепу старост. Умро је 1888. у Београду, где је и сахрањен.

## Издања
Издања Јеремије Обрадовића почињу 1848. године. Књига које је Јеремија Обрадовић Караџић штампао има несумњиво више, међутим овде наводимо само оне до којих се могло доћи. Јеремија почиње штампање са својим гусларским стиховима о мађарској буни - Певање слепца Јеремије Обрадовића-Караџића. Године 1851. изашла је друга књига Певања, с посебним натписом “Рана љубичица”, и још једна књига – Прекрасни цвет. 1852. године издаје Књижанку (песме јуначке), а 1853. Вечити календар и сановник. Затим Црногорска вила или Песма о почетку војевања с Турцима. Исте године издаје и Песмарицу, - врсту антологије песама које се певају и следеће године објављује ново издање, са 301 песмом.
Године 1854. издаје проширено издање исте књиге за народне потребе. О бомбардовању Београда 1862. јавио се спевом од 12 песма „Смрт или правда, бомбардовање Београда”, а потписао се као „Е. О. Караџић, природниј поета”. Практиковао је да све важне догађаје обележи издањем, после прославе педесетогодишњице Таковског устанка, 1866. сходно томе, издао је књижицу у којој је сакупио новинске извештаје под насловом „Педесетогодишња светковина од устанка књаза Милоша”. А пред ратове 1876–1878. године постаје глас „српскога народнога пјесника”. 1875. године, српски песник Јеремија Обрадовић Караџић, спевао је песму „Устанак ерцеговачко-босански, слобода или смрт”. Следеће године, односно 1876, издао је „Пјесме српским либералцима и ерцеговачко-босанским јунацима, живот или смрт”. Редовно се бавио издавањем календара, којима је често мењао називе. Наслови свих нису познати, али се зна да их је објављивао годинама и да је од 1855. године издавао календар „Зорица”. Током 1864. излазили су његови „Ерак” и „Петак, србско-народниј календар”, а 1866. „Љубић”. „Таковац” је штампао 1867.
Књигу „Оракулум или врачарица” Слепи Јеремија објавио је 1864. године, а издавао је и дела других аутора. После буне у Херцеговини штампа стихове Томе Вукотића „Књeгиња Даринка и Мирко војвода” (1863), а након одласка Турака из српских градова објављује „Србска вила и турска уктача или Ужичанка” Василија Стефановића (1867). Познато је да 1854. штампа Вујићев превод „Оштроумна домишљенија Бертолда”. Два пута је прештампао „Аделаиду, алпијску пастирку” Гаврила Ковачевића (1854. и 1873), као и песму „Сражение страшно и грозно на пољу Косову” (1856). Од простонародног стихотворца легенди Вићентија Ракића 1854. године штампа „Историју о последњем разоренију светога града Јерусалима и о узећу Констатинопоља”, а 1856. „Жертву Аврамову”. Прештампао је и „Љубезну сцену у веселом двору Иве Загорице” Милована Видаковића, као и „Крстоносци или воениј поход у Палестину, позоришну игру” од П. Роже Михаиловића (1864). Заједно с Валожићем, без поправки, 1865. године штампа Драгановићев „Кувар“ и „Телемаха”, превод Стефана Живковића. Јеремија такође издаје и роман Евстатија Михаиловића „Освета и судбина или Драгомир, жупан требињски” (1865), а 1867. објављује и Његошев „Горски вијенац”. Исте године издаје „Турско - српски речник”.